# مطماطة (نيوزيلندا)

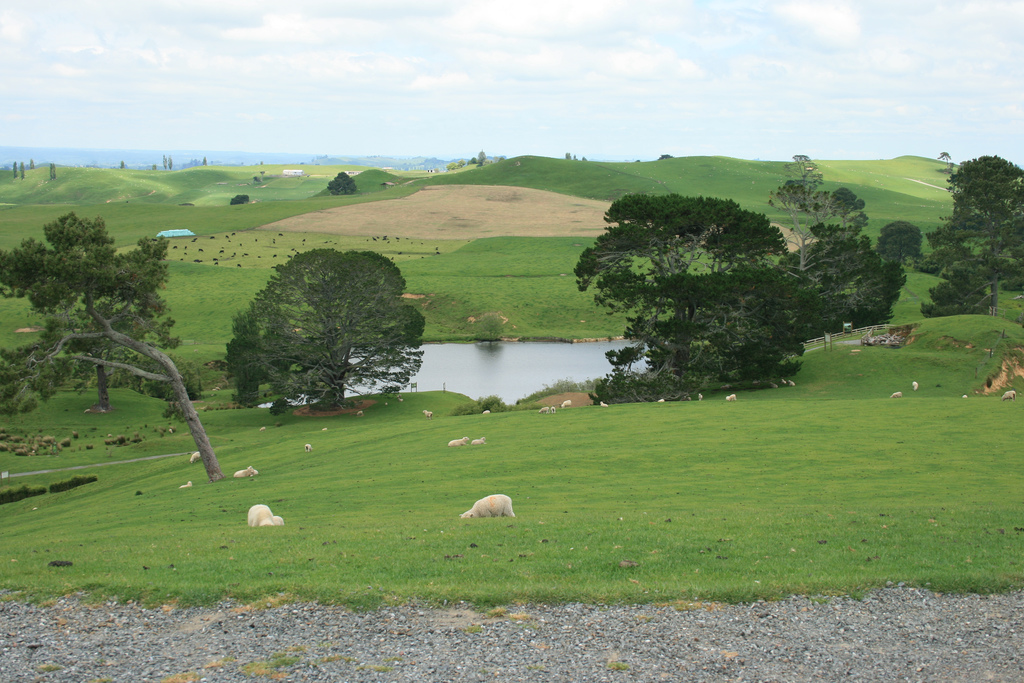
هذه الهضبة تم إستعمالها في الأفلام الثلاثة سيد الخواتم للمخرج بيتر جاكسون.

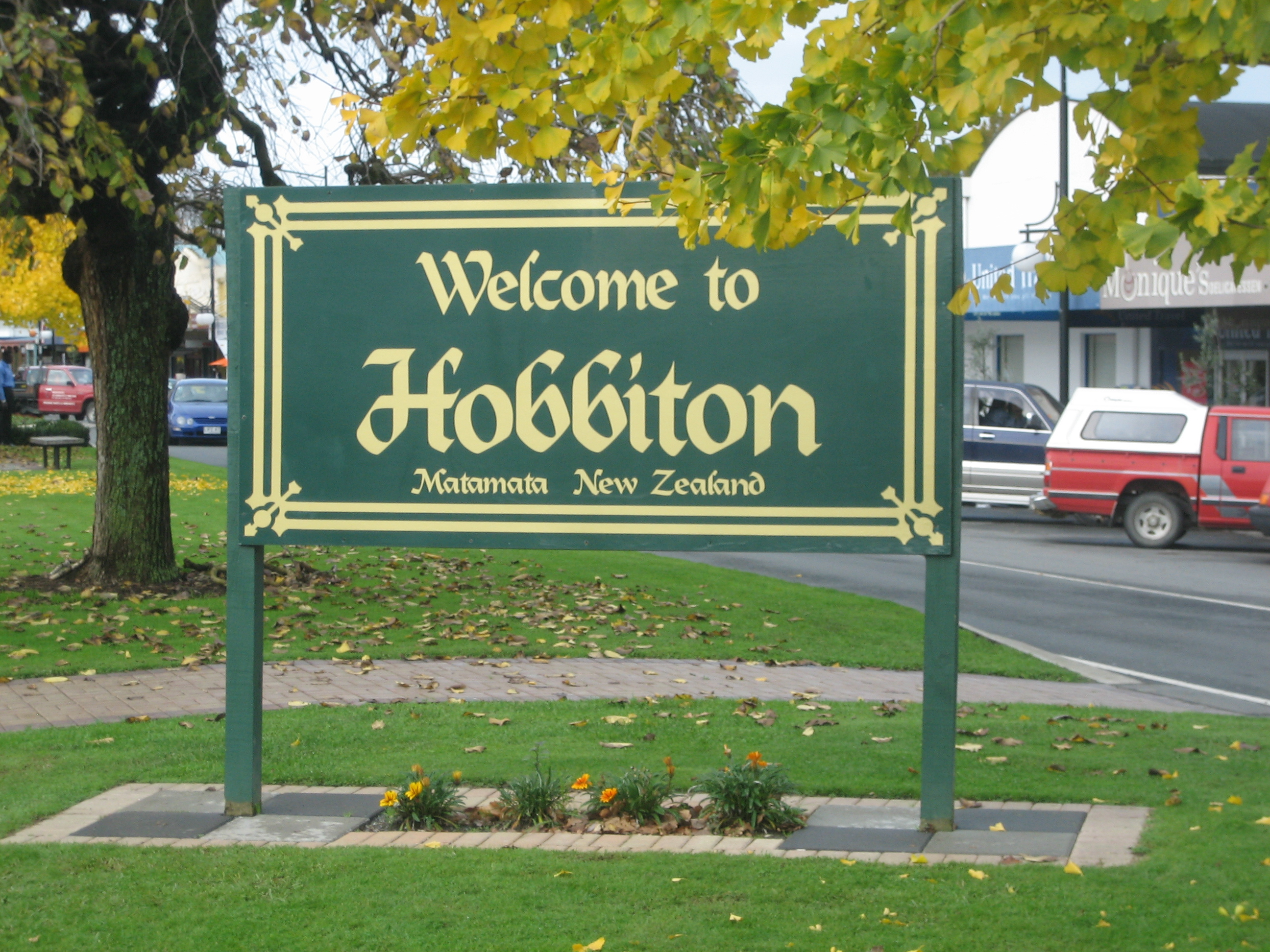
لوحة ترحيب في مدخل هوبيتون أين تم تصوير عدة مشاهد في فيلم سيد الخواتم.

مَطْمَاطَة مدينة ريفية في نيوزيلندا.

## أعلام
- كيم هانكوك
- جويس باول
- غريغ ديفيس
- باتسي ريدي
- ميتشيل غراهام

## روابط إضافية
- Matamata i-SITE Information Centre